# Grielum
Grielum es un género con nueve especies de plantas fanerógamas perteneciente a la familia Neuradaceae. 

## Especies seleccionadas
- Grielum cuneifolium
- Grielum flagelliforme
- Grielum grandiflorum
- Grielum humifusum
- Grielum laciniatum
- Grielum marlothii
- Grielum obtusifolium
- Grielum sinuatum
- Grielum tenuifolium